# Лос-Анджелес (аеропорт)
Міжнародний аеропорт Лос-Анджелеса (англ. Los Angeles International Airport, коди LAX, KLAX) — головний міжнародний аеропорт, який обслуговує великий район Лос-Анджелеса в штаті Каліфорнія, США, включно з містом Лос-Анджелес. Другий за розміром пасажирських перевезень у США та один з найбільших аеропортів світу за обсягом міжнародних пасажирських перевезень. За підсумками 2016 року аеропортом скористались 80,921,527 пасажирів (+8% за до 2015 року). Розташований за 26 км на південний захід від центру міста в передмісті Вестчестер.